# Arturo Bonfanti

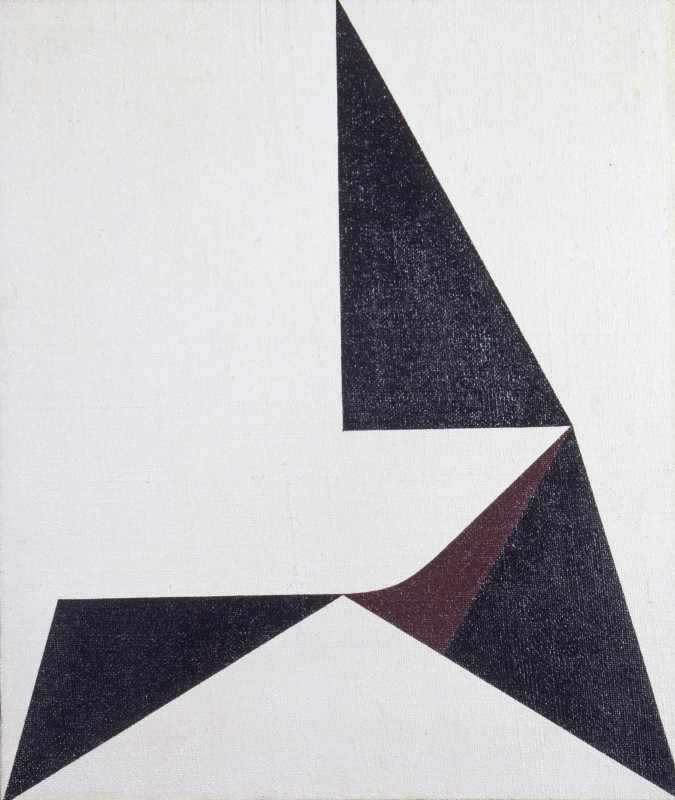
Struttura 184 T, 1964 (Collezioni d'arte della Fondazione Cariplo)

Arturo Antonio Luigi Bonfanti (Bergamo, 24 maggio 1905 – Bergamo, 1978) è stato un pittore e illustratore italiano.

## Biografia
Arturo Bonfanti nasce a Bergamo il 24 maggio 1905. Dal 1924 studia alla Scuola d'Arte "Andrea Fantoni" di Bergamo; nel 1926 si trasferisce a Milano e si dedica all'attività grafica e all'arte applicata. La sua prima personale si tiene a Bergamo nel 1927. Negli anni Trenta si avvicina al gruppo degli artisti astrattisti che gravitano intorno alla Galleria del Milione di Milano; la sua arte è anche influenzata dalla metafisica di Carlo Carrà e da "L'Esprit nouveau" di Amédée Ozenfant e Le Corbusier. Durante la Seconda guerra mondiale fa ritorno a Bergamo.
Nel 1930 si sposa con Luisa Ferravilla (figlia del celebre attore teatrale milanese Edoardo Ferravilla) e nel 1932 nasce la loro unica figlia, Adriana.
Dal 1946 iniziano i suoi frequenti viaggi all’estero, a Parigi, Zurigo e Monaco, durante i quali instaura rapporti di amicizia con artisti come Alberto Magnelli, Gérard Schneider, Serge Charchoune, Jean Arp, Max Bill, Günther Fruhtrunk, e Victor Pasmore. Nel 1947 la sua pittura diventa astratta, tesa alla semplificazione delle forme in senso geometrico. A differenza di molti artisti di quel periodo, non partecipa a nessun movimento. Nel 1968 ottiene il riconoscimento internazionale grazie alla sala personale che la XXXIV Esposizione Internazionale d'Arte di Venezia gli dedica. Partecipa inoltre alla IX e X quadriennale di Roma.
Ritrova e frequenta in Canton Ticino gli amici Arp e Nicholson e, sempre in Ticino, presso l’Atelier Lafranca di Locarno, realizza buona parte della sua produzione grafica. Nel 1975 si sottopone a un grave intervento chirurgico che lo obbliga a ridurre notevolmente la sua attività creativa. Muore a Bergamo il 21 gennaio 1978 per un improvviso malore.

## Arturo Bonfanti nei musei
- Fondazione Biscozzi Rimbaud, Lecce
- Galleria d'arte moderna e contemporanea, Bergamo
- MACC, Calasetta